# Venevisión Plus
Venevisión Plus (estilizado como Venevisión+Plus) fue un canal de televisión por suscripción venezolano, filial de la cadena Venevisión perteneciente a la Organización Cisneros. Inició sus transmisiones el 1 de diciembre de 2007 y su señal fue exclusivamente transmitida en Venezuela. Tuvo su sede anexada de Venevisión en Caracas, 10°30′33″N 66°53′00″O / 10.5090977, -66.8832731 que funge también como Control Maestro para la distribución de señal. 
El 5 de febrero de 2019 Cisneros Media anunció el cese de sus transmisiones para el 11 de febrero, día en el cual su señal se convierte en Ve Plus como un feed para Venezuela.

## Historia

### Antecedentes
El canal se remonta al 28 de agosto de 2000, en el que la Organización Cisneros inauguró la señal internacional Venevisión Continental, la cual se mantuvo durante 8 años de éxito.
En 2007, la organización ideaba un renombre del canal y lanzar varias señales en distintos países de América. Así nace Venevisión Plus como un proyecto piloto en Venezuela, y lanzó su señal el 1 de diciembre de 2007.

### Historia
En pocos meses obtuvo gran aceptación en el país, gracias a esto Venevisión Continental se relanzó como Novelisima en julio de 2008. La marca Venevisión Continental se convirtió en la unidad de canales pagos de la Organización Cisneros y que administraba ambas señales.
En 2010, Venevisión lanzó en República Dominicana la señal de Venevisión Plus Dominicana, y ahora eran tres canales lo que ofrecía el portafolio de la unidad.
En febrero de 2012, Venevisión Continental lanzó en Colombia el canal VmasTV. En julio de 2012, Novelisima y Venevisión Plus Dominicana son reemplazados por Ve Plus TV en República Dominicana. El 1 de mayo de 2016, VmasTV cesa sus emisiones y su frecuencia se convierte en la señal colombiana de Ve Plus TV. Sin embargo, esta última es eliminada después de dos meses sin ninguna explicación, dejando a Colombia solo con la señal panregional de Ve Plus TV. Es la señal dirigida para Venezuela del canal internacional Ve Plus.
En Venezuela, Venevisión Plus originalmente estaba en el canal 107 de DirecTV desde el 1 de diciembre de 2007 y luego cambió de numeración al canal 273 desde el 2 de noviembre de 2017 con la adición de nuevos programas de Venevisión. En Inter estuvo primero en el canal 65, luego en el canal 13 y finalmente en el canal 21.
En febrero de 2018, el canal cambia de relación de aspecto de 4:3 cuadrado a 16:9 panorámico. Además, este mismo, año todas las producciones originales pasarían a grabarse en HD, junto con algunos programas de Venevisión.
El 5 de febrero de 2019, Cisneros Media anunció que Venevisión Plus dejaría de transmitirse y que sería reemplazado por Ve Plus. El canal cesó sus transmisiones el 11 de febrero de 2019 en horas de la madrugada (VET), mientras que su señal pasó a retransmitir a Ve Plus para Venezuela.

## Programación
Su programación se basó en producciones originales del canal, de la productora de la Organización Cisneros, Cisneros Media (antes nombrada Venevisión International Productions), de su canal hermano Venevisión. Anteriormente su programación también constaba de programas de entretenimiento de la cadena de televisión estadounidense Univisión, y llegó a transmitir telenovelas de Telemundo entre 2012 a 2014.

## Audiencia
La audiencia del canal en el espectro de canales por suscripción tiene un promedio de entre los 3.5 a 8 puntos de rating de Venezuela. Su programación está orientada mayoritariamente a una audiencia superior de los 25 años.

## Eslóganes
- 2007-2008: Más entretenimiento, Más emoción
- 2008-2009: Pa' ti
- 2009-2010: Todos los días una nueva emoción
- 2011: Siempre más
- 2012: ¡Pégate!
- 2013: ¡Estamos como quieres!
- 2014-2016: Esto si está Plus
- 2016-2019: Te queda bien, Te llena
- 2019: "Date el gusto"

## Logotipos

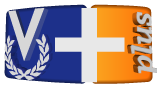
2007-2016
2016-2019

## Producciones originales
- Close up
- Más allá de la Belleza
- A tu salud light
- Más+Plus
- 35 milímetros
- Boom
- Shirley
- Actualidad en Positivo
- Acá en Venezuela
- Te tocó a ti
- Palabra Final
- Todo un chef
- Piel a piel
- El Chateo

## Animadores
- Shirley Varnagy
- Víctor X
- María Laura García
- Fanny Ottati
- Sandra Villanueva
- Dave Capella
- Daniel Pereira
- Celia Cruz
- Jorge Rodríguez
- Anthony Yzarra
- Pedro Padilla
- Edymar Martínez
- Candy Herrera
- Merlín Gessen
- Ivo Contreras
- Osmel Sousa

## Locutores
- Simón González (2007-2019)
- Néstor Brito Landa (2013-2019)